# 必殺仕事人2007
『必殺仕事人2007』（ひっさつしごとにん にせんなな）是由日本朝日放送和朝日電視台共同製作，並於在2007年7月7日週六晚上21：00～23：06，在朝日電視台播映的特別單元劇。

## 簡介
金錢不是萬能，話說最近，沒錢可是萬萬不能，不說有錢能使鬼推磨，可好人也未必一生平安，滿口仁義道德的，大都是心狠手辣之徒，不論生在哪朝哪代，都有一夥令人髮指、難以寬恕的暴徒………………。

- 中村主水寶刀未老，衙門內外後繼有人。

倭0文政三年二月十四日晚，麴町的米舖0播磨屋 · 藤左衛門和勘定組頭0淺倉忠次郎，合謀派遣僕從到米舖上總屋臥底縱火搶奪錢財，以填補淺倉忠次郎因賭博造成的虧空，上總屋夫婦遭人刺殺於屋內，長女0阿春遭人擄走，只有次女0佐知幸免於難。

佐知在橋邊碰到阿菊告之三道胡同有人可幫忙報仇雪恨，阿菊派出裱糊工 · 涼次暗殺淺倉忠次郎，為防行動有失另派南町奉行所同心（巡查） · 渡邊小五郎暗殺藤左衛門。

- 伊賀叛徒處刑生變，飯店女主報仇成仁。

玉櫛找到背叛者0寒蟬（涼次），小五郎在去商店街找機關屋 · 源太時途中與在唱歌賣藝的玉櫛擦身而過，小五郎在戲院發現加賀谷 · 彥左衛門連日大手筆請人看戲，飯店女老闆0阿薰，無意中發現上門招待人用餐的加賀谷 · 玄衛門，就是五年前在駿河府中宿（今靜岡市葵區一帶）殺其夫奪其地的地產商，在旅籠（旅館）裡玉櫛與四名伊賀忍者卻對執行處刑的方式起爭議，又點破四名伊賀忍者才是沉迷酒色、尋歡作樂、樂不思蜀而起了內訌，玉櫛縱身一躍破窗逃走，玉櫛在屋頂上與涼次短暫交手後兩人在橋上對峙時，涼次說出不是背叛而是被趕走後，涼次以飛鏢擊殺一名伊賀忍者，玉櫛則解決勝夏的三名伊賀忍者，源太對阿薰表白希望娶她為妻當作太郎的父親，但阿薰回絕了，加賀谷 · 彥左衛門和加賀谷 · 玄衛門密謀在燒毀的上總屋建築陸屋，大田屋則建築在播磨屋的遺址上，並著令增吉招集安德組蕩平大雜院，安德組0組頭 · 喜助率人在大雜院四處打砸搗毀趕人，阿菊跟蹤加賀谷 · 彥左衛門來到旱橋底下，加賀谷 · 彥左衛門與密會之人談到上總屋和播磨屋的地產是否已脫手，阿菊跟蹤另一頂轎子來到大宅院後門，繞往前門一看居然是南町奉行所，阿菊與中村主水碰面後之到了密會之人就是南町奉行所 · 筆頭與力（總督察） · 鳥山景意，阿薰留下字條離開，以假名阿彩混入加賀谷家擔任女傭，阿薰趁夜深人靜大家都熟睡後，悄悄起身欲行刺加賀谷 · 玄衛門，不料一擊未得手且床舖是空的，原來加賀谷 · 玄衛門察覺有異早已有防備，阿薰被加賀古僕從殺傷後，自刎於雨中的庭院，隔天被發現棄屍於茅場橋河畔。
- 手藝匠捨業開飯店，女忍者流落江戶城。

涼次到加賀谷家接下畫屏風的工作，在加賀谷 · 玄衛門房內發現阿薰的髮簪，作太郎到加賀谷屋欲討公道，源太急忙趕來，兩人被加賀谷家丁團團包圍，幸得小五郎及時趕到以阿薰手裡緊握著加賀谷家的手巾為由解圍，但自己卻被加賀谷打手盯上，一番惡鬥後小五郎擊敗所有打手，並逼問出播磨屋和上總屋事件都事加賀谷屋幕後一手操控，小五郎被鳥山景德召見，並告知該手巾在廟會上派發過上百條，無法再當為證據，並塞了五兩金幣給小五郎，源太和作太郎下葬阿薰後，作太郎來到三道胡同許願報仇解恨，源太下定決心成為『仕事人』（殺手），鳥山景意與加賀谷 · 彥左衛門、加賀谷 · 玄衛門密會時，中村主水送上匿名通報指稱當夜戌時南町轄區預定拆遷的雜院一帶居民將蜂起抵抗的公文，以將南町同心全數調離，涼次從屋頂潛入加賀谷屋後再開啟地板讓源太潛入，涼次以內藏毒藥的毛筆暗殺了加賀谷 · 玄衛門和加賀谷 · 彥左衛門，源太以機器娃娃吸引注意後用竹製蛇形機關暗殺加賀谷管家 · 增吉，南町奉行所同心全數出動後，中村主水關閉大門後也離開奉行所，只留下渡邊小五郎，中村主水來到旅籠暗殺了安德組0組頭 · 喜助，渡邊小五郎一刀將鳥山景意切開腹部暗殺後，把現場佈置成畏罪切腹自殺。

## 角色與演員
| 角色                                 | 職務或身份           | 演員                   | 備註                                                                                      |
| ------------------------------------ | -------------------- | ---------------------- | ----------------------------------------------------------------------------------------- |
| 『仕事人』                           |                      |                        |                                                                                           |
| 渡邊0小五郎（わたなべ しょうごろう） | 同心（巡查）         | 東山紀之（少年隊）     | 39歲，南町奉行所同心，入贅渡邊家， 北辰一刀流得意弟子，師承：雨宫麒一郎，使用打刀與脅差。 |
| 涼次（きょうじやのりょうじ）         | 裱糊匠               | 松岡昌宏（TOKIO）      | 29歲，武器先是毒墨後為綱針，前伊賀忍者。                                                  |
| 源太                                 | 手工藝匠             | 大倉忠義（關8）        | 21歲，武器是蛇形機關，2007年SP是刺喉，其餘為勒頸。                                        |
| 菊                                   | 女樂師（花御殿）     | 和久井映見             | 仕事人裡負責情報搜集與接洽任務。                                                          |
| 玉櫛                                 | 伊賀忍者             | 水川麻美（水川あさみ） | 伊賀忍者，使用短刀。                                                                      |
| 中村主水                             | 同心                 | 藤田 誠（まこと）      | 73歲，南町奉行所同心，奧山神影流，使用打刀與脅差。 小野一刀流                             |
| 角色                                 | 職務或身份           | 演員                   | 備註                                                                                      |
| 『仕事人週圍人物』                   |                      |                        |                                                                                           |
| 渡邊 幸                              |                      | 野際陽子               | 渡邊 · 小五郎的岳母                                                                       |
| 渡邊 福                              |                      | 中越典子               | 渡邊 · 小五郎的妻子                                                                       |
| 中村 千                              |                      | 菅井 琴                | 88歲，中村主水的母親。                                                                    |
| 中村 綠                              |                      | 白木万理               | 77歲，中村主水的妻子。                                                                    |
| 薫                                   |                      | 原沙知絵               | 飯店女老闆                                                                                |
| 作太郎                               |                      | 前田航基               | 薰的兒子                                                                                  |
| 大河原傳七                           | 同心                 | 福士誠治               | 渡邊 · 小五郎的同事。                                                                     |
| 坂本勘助                             | 筆頭同心（巡查長）   | 宇梶剛士               | 南町奉行所筆頭同心，小五郎與主水的上司。                                                  |
| 鳥山景意                             | 筆頭與力（巡查總督） | 伊武雅刀               | 南町奉行所吟味役筆頭與力，小五郎與主水的上司。                                            |
| 角色                                 | 職務或身份           | 演員                   | 備註                                                                                      |
| 『客串演出』                         |                      |                        |                                                                                           |
| 佐知                                 |                      | 星野真里               | 上總屋的次女                                                                              |
| 加賀谷玄衛門                         | 地產商               | 佐野史郎               |                                                                                           |
| 加賀谷彦左衛門                       | 地產商               | 石橋蓮司               |                                                                                           |
| 増吉                                 | 管家                 | 團時朗                 | 加賀谷管家                                                                                |
| 喜助                                 | 組長                 | 長江英和               | 安徳組頭                                                                                  |
| 播磨屋藤左衛門                       | 米商                 | 河原佐武               |                                                                                           |
| 浅倉忠次郎                           | 組長                 | 浜田晃                 | 勘定組頭                                                                                  |
| 阿春（お春）                         |                      | 中野若葉               | 上總屋的長女                                                                              |
| 阿松（お松）                         |                      | 松岡由美               | 上總屋的妻子                                                                              |
| 留                                   |                      | 池田勝志               |                                                                                           |
| 園部清十郎                           |                      | 内倉憲二               |                                                                                           |